# Yani Gellman
Yani Gellman (Miami, Flórida, 2 de setembro de 1985) é um ator canadense/estado-unidense de filmes e de televisão. Yani já fez os filmes Jason X, Lizzie Mcguire - Um Sonho Popstar, Lenda Urbana 2 e Chefe dos Chefes. Yani pratica jiu-jitsu. Atuou em Pretty Little Liars como o policial Garret. Atualmente, atua em Dynasty como Manuel.